# Circonscription de Jerada
La circonscription de Jerada est la circonscriptions législatives marocaines de la province de Jerada située en région Oriental. Elle est représentée dans la Xe législature par Yassine Darhou et Mostapha Toutou.

## Historique des députations
| Législature | Début de mandat  | Fin de mandat    | Députés | Députés                  | Députés | Députés                   |
| ----------- | ---------------- | ---------------- | ------- | ------------------------ | ------- | ------------------------- |
| IXe         | 26 novembre 2011 | 7 octobre 2016   |         | El Mokhtar Rachdi (USFP) |         | Mbarka Toutou (PAM)       |
| Xe          | 8 octobre 2016   | 8 septembre 2021 |         | Yassine Darhou (PI)      |         | Mostapha Toutou (PAM)     |
| XIe         | 9 septembre 2021 | ?                |         | Mostapha Toutou (RNI)    |         | Radouane Bouguetaya (PAM) |

## Historique des élections

### Découpage électoral d'octobre 2011

#### Élections de 2016
| Parti       | Parti                                         | Voix   | %      | Député(s) élus  |  |
| ----------- | --------------------------------------------- | ------ | ------ | --------------- |  |
|             | Parti authenticité et modernité (PAM)         | 8 358  | 31,45  | Mostapha Toutou |  |
|             | Parti de l'Istiqlal (PI)                      | 4 525  | 17,03  | Yassine Darhou  |  |
|             | Parti de la justice et du développement (PJD) | 4 507  | 16,96  |                 |  |
|             | Union socialiste des forces populaires (USFP) | 2 678  | 10,08  |                 |  |
|             | Mouvement populaire (MP)                      | 2 576  | 9,69   |                 |  |
|             | Front des forces démocratiques (FFD)          | 2 296  | 8,64   |                 |  |
|             | Fédération de la gauche démocratique (FGD)    | 475    | 1,79   |                 |  |
|             | Parti du progrès et du socialisme (PPS)       | 425    | 1,60   |                 |  |
|             | Union constitutionnelle (UC)                  | 367    | 1,38   |                 |  |
|             | Parti Al Ahd Addimocrati (AHD)                | 172    | 0,65   |                 |  |
|             | Parti de la renaissance et de la vertu (PRV)  | 136    | 0,51   |                 |  |
|             | Parti de la réforme et du développement (PRD) | 36     | 0,14   |                 |  |
|             | Parti de la gauche verte (PGV)                | 24     | 0,09   |                 |  |
|             |                                               |        |        |                 |  |
| Inscrits    | Inscrits                                      | 59 625 | 100,00 |                 |  |
| Abstentions | Abstentions                                   | 33 050 | 55,43  |                 |  |
| Exprimés    | Exprimés                                      | 26 575 | 44,57  |                 |  |

#### Élections de 2021
| Parti       | Parti                                         | Voix   | %      | Députés élus        |  |
| ----------- | --------------------------------------------- | ------ | ------ | ------------------- |  |
|             | Rassemblement national des indépendants (RNI) | 9 855  | 25,12  | Mostapha Toutou     |  |
|             | Parti authenticité et modernité (PAM)         | 9 332  | 23,78  | Radouane Bouguetaya |  |
|             | Parti du progrès et du socialisme (PPS)       | 8 956  | 22,82  |                     |  |
|             | Parti de l'Istiqlal (PI)                      | 5 019  | 12,79  |                     |  |
|             | Union constitutionnelle (UC)                  | 2 630  | 6,70   |                     |  |
|             | Mouvement populaire (MP)                      | 1 376  | 3,51   |                     |  |
|             | Union socialiste des forces populaires (USFP) | 1 022  | 2,60   |                     |  |
|             | Front des forces démocratiques (FFD)          | 533    | 1,36   |                     |  |
|             | Parti de la justice et du développement (PJD) | 409    | 1,04   |                     |  |
|             | Parti marocain libéral (PML)                  | 70     | 0,18   |                     |  |
|             | Parti vert marocain (PVM)                     | 37     | 0,09   |                     |  |
|             |                                               |        |        |                     |  |
| Inscrits    | Inscrits                                      | 65 051 | 100,00 |                     |  |
| Abstentions | Abstentions                                   | 25 812 | 39,68  |                     |  |
| Exprimés    | Exprimés                                      | 39 239 | 60,32  |                     |  |